# Klockan 8
Klockan 8 är en låt av punkbandet KSMB som ursprungligen fanns med på albumet Rika barn leka bäst år 1981. Låten finns även med på albumet Sardjentpepper från 1989. Tillsammans med Sex noll två, En slemmig torsk och Jag är ingenting utgör Klockan 8 en av KSMB:s mest kända och populära låtar.
Låten handlar om en man som sitter i fängelse efter att ha begått ett eller flera våldsamma brott. Han sitter där och tänker på sin fru/flickvän och planerar att rymma samtidigt som han försöker framstå som en mönsterfånge utåt. Och när han sitter inlåst på sin cell fantiserar han om att spränga fängelset i luften och brutalt hämnas på fångvaktarna som hållit honom inlåst.
Om han verkligen får leva ut sina drömmar/fantasier får man inte reda på i texten.